# Rifreddo
Rifreddo (Rifrèid o Rifrèt in piemontese, Rifret in occitano) è un comune italiano di 1 025 abitanti della provincia di Cuneo in Piemonte.
Si trova in bassa Valle Po ai piedi del Monviso e del Monte Bracco.

## Geografia fisica
Disteso in un soleggiato anfiteatro sulle pendici meridionali del Mombracco, dominato dall'imponente Monviso, Rifreddo è un centro della bassa Valle Po, sulla sinistra orografica del più grande fiume italiano. Il suo nome prende origine da un rio che scende dal Mombracco, il Rio Freddo.

## Storia
Risale ad oltre novecento anni addietro, esattamente al 1075, il documento più antico nel quale appare il nome del luogo Rivus Frigidus, citato in un atto di donazione effettuato dalla Marchesa Adelaide di Susa. Feudo dei signori di Saluzzo fin dalle origini del Marchesato aleramico, la sua storia è strettamente legata a quella del potente Monastero femminile cistercense di Santa Maria della Stella, fondato nel 1219 da Agnese, figlia del Marchese di Saluzzo Manfredi II. Il monastero ebbe rapporti con l'abbazia di Pagno, ma soprattutto le sue vicessitudini furono intrecciate in particolare con la vicina abbazia di Santa Maria di Staffarda.
Il Monastero possedeva numerosi terreni, ricoprendo un ruolo di grande importanza sul piano politico ed economico. Agnese divenne la prima Priora del Monastero ed anche Signora di Rifreddo, avendo acquisito i diritti feudali. L'edificio religioso, ricco di donazioni, ricevette possesso e giurisdizione su Rifreddo e Gambasca e acquistò il diritto alle decime per tutti i paesi della Valle Po. Il Convento decadde nel corso del XV secolo, a causa del crescente disordine finanziario e successivamente fu trasferito a Saluzzo. Nel 1621 le monache cedettero al Comune di Rifreddo i possedimenti del Monastero.
È stato teatro, nel 1495, di un processo alle streghe di cui il comune custodisce ancora i verbali.

## Monumenti e luoghi d'interesse
- Su piazza della Vittoria si affaccia il palazzo comunale, risalente al XV secolo: spiccano un porticato ogivale e una grande finestra con cornice in cotto al primo piano, e due finestre superiori più piccole.

- la chiesa parrocchiale di san Nicolao, dedicata anche a Maria Regina è di recentissima costruzione.
- L'antica chiesa di san Nicolao, ex parrocchiale, costruita nel secolo XV, ma restaurata nel 1797, domina Rifreddo dalla collina. Vi vengono ancora celebrate le messe tutte le domeniche nel periodo estivo.L'interno presenta ancora notevoli elementi tardo gotici. Vi è visibile un'icona raffigurante san Nicolao.

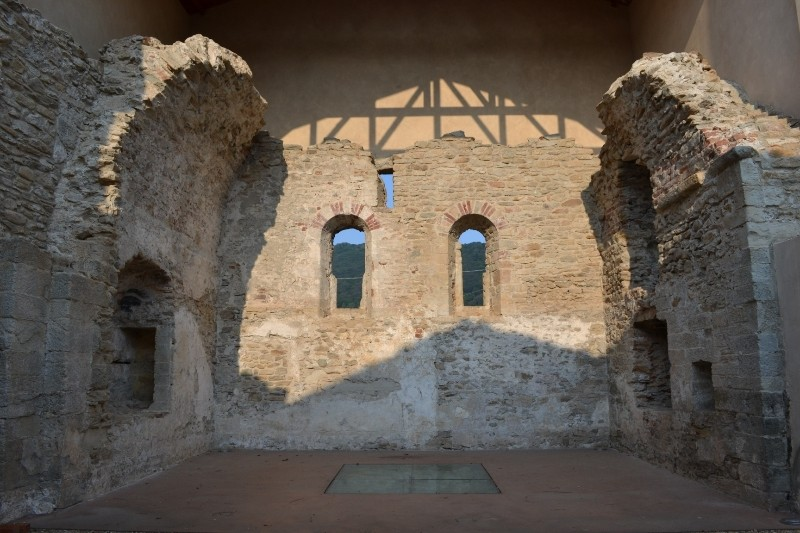
Il Monastero femminile di Santa Maria della Stella

- Il monastero femminile di santa Maria della Stella, del XIII secolo, è stato restaurato; nei suoi locali è ospitata la postazione multimediale del paesaggio storico del Mombracco con la quale si possono visualizzare immagini delle risorse storico-artistiche ed ambientali e immagini dei documenti conservati nell'archivio storico comunale. È inoltre disponibile un video sui processi alle streghe tenutisi nel 1495 presso il monastero.
- Il santuario della Madonna della Neve del Devesio si trova in una posizione dominante la pianura, l'alta Valle Po e Sanfront. Secondo la leggenda una cappella fu costruita sul luogo dove apparve la Madonna sotto forma di stella ad Agnese, fondatrice del monastero di Rifreddo. L'attuale chiesa venne edificata nel XVII secolo, ed è arricchita di un porticato semicircolare sulla facciata rivolta a sud. Restaurata nel 1748, è meta di numerosi pellegrinaggi. Alle spalle dell'edificio, nell'ampio castagneto collinare è stata attrezzata un'area per la sosta con tavoli, panche e una fontana.
- La cappella di Sant'Antonio, del XVII secolo.
- la cappella di San Chiaffredo e San Sebastiano, del XVIII secolo.
- la cappella di san Bernardo, posta su un colle al confine fra il comune di Rifreddo e Envie, questa cappella venne ricostruita nel 1838 sopra un edificio ben più antico.

## Economia
L'economia è di tipo prevalentemente agricolo. Da segnalare è la produzione casearia con tome, tomini e paglierine; si sono sviluppate aziende di carattere artigianale, in particolare del legno e complementi d'arredo.

## Feste e manifestazioni

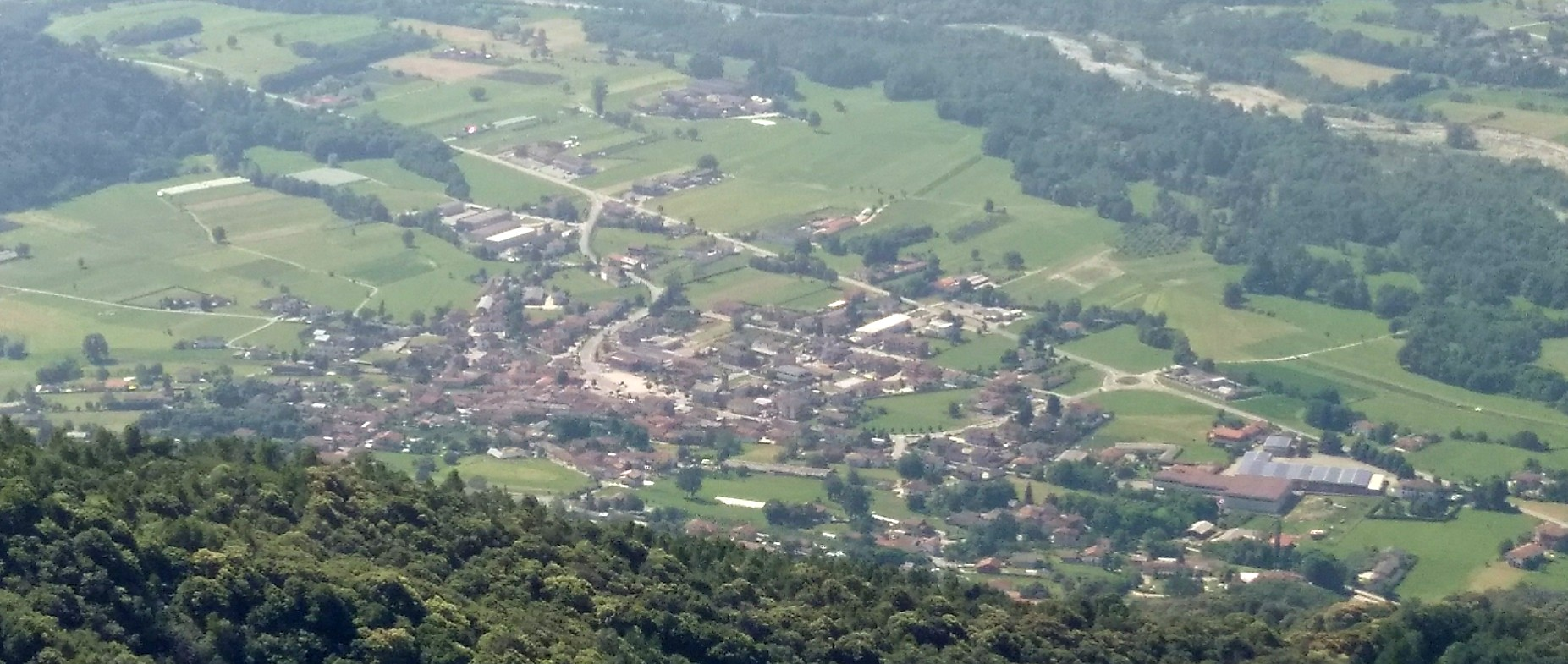
Rifreddo vista dal Monte Bracco

A Rifreddo si svolgono parecchie manifestazioni: la più importante ed originale è sicuramente Le notti delle streghe che si tiene a fine ottobre. Si tratta di una kermesse dedicata alla magia e all'occulto che riprende le notizie tratte dai verbali dei processi alla streghe del 1495 e che ha come momento più significativo la passeggiata animata tra le vie del paese. Ogni anno questa manifestazione ospita dalle 4.000 alle 5.000 persone provenienti da tutta la provincia e non solo.
Molto seguita è anche la giornata contadina di metà ottobre, cioè una festa che vede le mandrie attraversare il centro cittadino e gli animali esposti per tutta la giornata; non mancano poi un grande mercato, trattori d'epoca musica, ballo e stand enogastronomici con castagne e la minestra di trippe. La festa dell'albero di maggio forse derivante da antichi riti pagani, annuncia il risveglio della natura, è stata ripresa l'usanza di festeggiare presso l'antica chiesa parrocchiale di S. Nicolao.
Rifreddo celebra il suo santo patrono, san Luigi Gonzaga, la terza domenica di luglio e non nei giorni coincidenti con la ricorrenza, il 21 giugno, poiché un tempo in quella data si era impegnati nella raccolta del grano nelle campagne saluzzesi. 
Molto sentita è la festa della Madonna della Neve che si svolge la prima domenica di agosto, presso il santuario in località Devesio. La terza domenica di agosto si celebra san Bernardo, presso la cappella sulla dorsale del Mombracco che separa i comuni di Rifreddo, Envie e Revello. Un tempo i tre paesi festeggiavano insieme la ricorrenza, ma ora le comunità organizzano in tre momenti differenti l'avvenimento. La festa alla Croce di Rifreddo si svolge a fine agosto in un giorno feriale.

## Cucina
Una ricetta tipica di Rifreddo è il caritoun, una focaccia simile al cariton che omaggia Sant'Antonio.

## Amministrazione
Di seguito è presentata una tabella relativa alle amministrazioni che si sono succedute in questo comune.
| Periodo        | Periodo        | Primo cittadino  | Partito                              | Carica      | Note  |
| -------------- | -------------- | ---------------- | ------------------------------------ | ----------- | ----- |
| 25 giugno 1985 | 29 maggio 1990 | Luigi Borello    | Democrazia Cristiana                 | Sindaco     | [ 5 ] |
| 29 maggio 1990 | 24 aprile 1995 | Luigi Borello    | lista civica                         | Sindaco     | [ 5 ] |
| 24 aprile 1995 | 14 giugno 1999 | Paolo Allemano   | Lista civica                         | Sindaco     | [ 5 ] |
| 14 giugno 1999 | 17 maggio 2004 | Paolo Allemano   | lista civica                         | Sindaco     | [ 5 ] |
| 17 maggio 2004 | 14 giugno 2004 | Sergio Degioanni |                                      | Comm. pref. | [ 5 ] |
| 14 giugno 2004 | 8 giugno 2009  | Luca Martino     | lista civica                         | Sindaco     | [ 5 ] |
| 8 giugno 2009  | 26 maggio 2014 | Cesare Cavallo   | lista civica: noi per voi            | Sindaco     | [ 5 ] |
| 26 maggio 2014 | 26 maggio 2019 | Cesare Cavallo   | lista civica: noi per voi            | Sindaco     | [ 5 ] |
| 26 maggio 2019 | 9 giugno 2024  | Cesare Cavallo   | lista civica: noi per voi            | Sindaco     | [ 5 ] |
| 9 giugno 2024  | in carica      | Elia Giordanino  | lista civica: il futuro per Rifreddo | Sindaco     | [ 5 ] |

## Società

### Evoluzione demografica
Censimento 2011: 1072
Abitanti censiti

### Etnie e minoranze straniere
Secondo i dati Istat al 31 dicembre 2017, i cittadini stranieri residenti a Rifreddo sono 53.

## Infrastrutture e trasporti
Tra il 1905 e il 1935 il comune fu servito dalla tranvia Saluzzo-Revello-Paesana; è collegato con Saluzzo e Paesana attraverso una linea di autobus con diverse corse giornaliere.